# Heinrich Roth (Pädagoge)
Heinrich Roth (* 1. März 1906 in Gerstetten (Württemberg); † 7. Juli 1983 in Göttingen) war ein deutscher Psychologe, Pädagoge und Hochschullehrer.

## Leben
Heinrich Roth wuchs bei Verwandten in Ulm auf, wo ihn seine (später auch führende) Mitgliedschaft in einer Wandervogelgruppe stark prägte. In Künzelsau wurde er zum Lehrer ausgebildet. Da er keine Anstellung an einer Schule fand, arbeitete er von 1926 bis 1928 als Hauslehrer, während er in Erlangen Theologie, Philosophie und Pädagogik studierte. Nach seinem Abschluss war er bis 1931 Lehrer an einer Ulmer Schule. In den folgenden zwei Jahren studierte er in Tübingen und beschäftigte sich mit Eduard Spranger, Aloys Fischer und Carl Schmitt. 1933 beendete er sein Studium mit dem Staatsexamen im gymnasialen Lehramt und der Promotion beim Entwicklungspsychologen Oswald Kroh, einem NSDAP-Mitglied, der ihn zur empirischen Forschung brachte. Sein zweiter Doktorvater war Theodor Haering, ebenfalls ein begeisterter Nationalsozialist.
1934 heiratete er Jolanthe Schmid, die Ehe blieb kinderlos.
Von 1934 bis 1938 arbeitete Roth als Heerespsychologe an der Psychologischen Prüfstelle in München des Generalkommandos VII. Dort konnte er sich bald in führender Position seinen Studien widmen, ohne dabei das nationalsozialistische System, nach außen erkennbar, infrage zu stellen. Er war an Verhören von Kriegsgefangenen zur Nachrichtengewinnung beteiligt. Roth ging während des Nationalsozialismus nach eigener Aussage den Weg der Anpassung. Am 20. Oktober 1940 beantragte er die Aufnahme in die NSDAP und wurde zum 1. Januar 1941 aufgenommen (Mitgliedsnummer 8.426.184), 1943 wurde er als Soldat eingezogen.
Er kam 1947 als Dozent an das Pädagogische Institut in Künzelsau zurück und arbeitete weiter in Württemberg in der Lehrerbildung (Stuttgart und Esslingen). Seine Veröffentlichungen in dieser Zeit beschäftigten sich in erster Linie mit dem Phänomen Lernen und Gedächtnis, besonders mit Fragen zur Didaktik im Unterricht, zum lebendigen, entdeckenden Lernen und Fragen zur Begabung und zum „Begaben“. Ende der 1940er-Jahre widmete er sich der Reform der Lehrerbildung und trat eine siebenmonatige Studienreise in die USA an, um das dortige Bildungssystem kennenzulernen. Zurückgekehrt widmete er sich einer grundsätzlichen Schulreform, beeinflusst von Kollegen seiner Zeit, wie Herman Nohl, Eduard Spranger, Wilhelm Flitner, Kurt Lewin, Max Wertheimer, Jean Piaget und John Dewey.
Von 1956 bis 1961 war er Professor an der Hochschule für Internationale Pädagogische Forschung in Frankfurt am Main. Seine von Theodor W. Adorno und Max Horkheimer unterstützte Bewerbung auf einen Lehrstuhl an der Johann-Wolfgang-Goethe-Universität Frankfurt wurde abgelehnt.
1961 wurde er an die Georg-August-Universität in Göttingen berufen. Dort wurde der Empiriker von den traditionsbewussten Kollegen mit Vorurteilen empfangen. Um diese zu überwinden, weitete er seinen Ansatz bei der pädagogischen Psychologie zu einer Pädagogischen Anthropologie aus, in deren Mittelpunkt die Begriffe Bildsamkeit und Bestimmung stehen.
Heinrich Roth starb 1983 in Göttingen und wurde an der Kirche in Göttingen-Nikolausberg beerdigt.

## Leistungen
Roth gehörte seit der Wiederbegründung der von der GEW herausgegebenen Zeitschrift Die Deutsche Schule der Schriftleitung an. Er war von 1966 bis 1974 Mitglied des Deutschen Bildungsrats und saß im Beirat beim Max-Planck-Institut für Bildungsforschung.
Roth wurde durch seine Forderung nach einer „realistischen Wendung“ der deutschen Erziehungswissenschaft bekannt. Bis dahin folgte die deutsche Pädagogik in erster Linie einer geisteswissenschaftlichen Tradition. Roth forderte nun, historische und philosophisch orientierte Erkenntnisse durch erfahrungswissenschaftliche, also empirische Methoden zu ergänzen. Die geisteswissenschaftlichen Methoden sollten dadurch nicht ersetzt werden, da Roth sie für eine auf Normen bezogene Wissenschaft, wie sie die Pädagogik sei, für unabdingbar hielt. Diese doppelte Orientierung ist in der Nachfolge nicht mehr vertreten worden. Die Rezeption empirischer sozialwissenschaftlicher Methoden, meist aus den USA, begann erst in den 1960er Jahren. Roth hat eine Entwicklungspädagogik vorgelegt, die in der gegenwärtigen Debatte um Kompetenzen wieder aufgegriffen wird. Dabei geht es um die Dimensionen der Sachkompetenz, Methodenkompetenz, Selbst- und Sozialkompetenz.
Auf Roth (Pädagogische Psychologie) geht die didaktische Stufung der Anforderungsbereiche in Reproduktion – Reorganisation – Transfer – Problemlösen zurück, die bis heute den Einheitlichen Prüfungsanforderungen in der Abiturprüfung (EPA) der Kultusministerkonferenz verwendet wird.
Anlässlich des 50-jährigen Bestehens der Deutschen Gesellschaft für Erziehungswissenschaft sollte 2014 ein Forschungspreis nach Heinrich Roth benannt werden. Nach teils harscher Kritik hat der Vorstand der DGfE den Einwänden stattgegeben und den Forschungspreis ohne Namens-Zusatz an den Bildungsforscher Eckhard Klieme verliehen.

## Ehrungen
- 1970: Kulturpreis des Deutschen Gewerkschaftsbundes
- 1987: Heinrich-Roth-Gesamtschule in Bodenfelde (Namensgebung)

## Veröffentlichungen

### Monografien
- Soldatentum und Natur. 1934.
- Kind und Geschichte. 1955.
- mit Josef Derbolav: Psychologie und Pädagogik. 1959.
- Jugend und Schule zwischen Reform und Restauration. 1961.
- Die realistische Wendung in der Pädagogischen Forschung. In: Neue Sammlung. Göttinger Blätter für Kultur und Erziehung. 2. Jg., 1962, S. 481–490.
- Pädagogische Psychologie des Lehrens und Lernens. 1957 bis 1983, (16. Aufl.)
- Autoritär oder demokratisch erziehen? 1965.
- Erziehungswissenschaft, Erziehungsfeld und Lehrerbildung. (Mit Hans Thiersch) 1967.
- Pädagogische Anthropologie. Band I: Bildsamkeit und Bestimmung. 1966 bis 1984 (5. Aufl.), Band II (Entwicklung und Erziehung) 1971 bis 1976 (2. Aufl.)

### Herausgeber
- Begabung und Lernen. Ergebnisse und Folgerungen neuer Forschungen. Klett, Stuttgart, 1969 bis 1980 (12. Aufl.)